# Bruno Gunn
Bruno Gunn est un acteur américain né le 8 novembre 1968 à Canton en Ohio.

## Filmographie

### Cinéma
- 1998 : Celebrity : le skinhead
- 1999 : Mickey les yeux bleus : un technicien
- 1999 : Oxygen : le deuxième agent du FBI
- 2000 : 28 jours en sursis : Michael Anderson
- 2000 : BlackMale : Officier Jones
- 2000 : The Doghouse : Troy
- 2005 : Reversal of Misfortune : le blanchisseur
- 2005 : La Coccinelle revient
- 2007 : The Third Nail : Jason
- 2008 : Hotel California : Dennis
- 2009 : Baja Beach Bums : Carson
- 2011 : The Bad Penny : Tony
- 2011 : Bad Teacher : l'officier de police
- 2012 : Devoured : Frankie Callahan
- 2012 : Dance Battle America : Officier Ward
- 2013 : Hunger Games : L'Embrasement : Brutus
- 2014 : After : Elliott
- 2015 : Lazarus Effect : un pompier
- 2015 : Secret Agency : l’acolyte de Jones
- 2015 : Les Dossiers secrets du Vatican : Damon
- 2015 : Rotor DR1 : Jax
- 2016 : Officer Downe : Fritch

### Télévision
- 1997 : Oz : Buss Campbell (1 épisode)
- 1997 : Late Night with Conan O'Brien : plusieurs rôles (1 épisode)
- 1999 : New York, unité spéciale : Maggio (1 épisode)
- 2001-2002 : Haine et Passion : Rawley
- 2002 : Haunted : Détective Faraday (1 épisode)
- 2003 : Buffy contre les vampires : le porteur capturé (1 épisode)
- 2003 : Monk : le deuxième technicien (1 épisode)
- 2003 : NCIS : Enquêtes spéciales (1 épisode)
- 2003 : Angel : l'agent de sécurité
- 2003 : FBI : Opérations secrètes : le deuxième agent du FBI (1 épisode)
- 2003 : À la Maison-Blanche : Agent Len (1 épisode)
- 2004 : Charmed : Lieutenant Darklighter (1 épisode)
- 2004 : Oui, chérie ! : le gardien de prison (1 épisode)
- 2004 : Division d'élite : William Tatum (1 épisode)
- 2005 : Médium : le premier officier de police (1 épisode)
- 2007 : Retour à Lincoln Heights : Terry Kavanaugh (1 épisode)
- 2007 : Larry et son nombril : l'homme chauve (1 épisode)
- 2009 : The Office : le livreur d'eau (1 épisode)
- 2009 : Prison Break : le policier de Miami (1 épisode)
- 2009 : Un regard sur le passé : Tom Yang
- 2010 : NCIS : Los Angeles : Major Orley (1 épisode)
- 2012 : Sons of Anarchy : le gardien de Dorm (1 épisode)
- 2012 : Les Experts : Hank (1 épisode)
- 2013 : True Blood : Hep V le vampire (1 épisode)
- 2014 : Mighty Med, super urgences : l'homme aux dreadlocks (1 épisode)
- 2016 : Guide de survie d'un gamer : Karl (1 épisode)
- 2016 : Westworld : le Morse (1 épisode)
- 2018 : Back to Earth: Interactive Experience : Vince (1 épisode)
- 2019 : For the People : Gabe DiVencenzo (1 épisode)